# Kvartbølge groundplane antenne
En kvartbølge groundplane, også kaldet GP, er i korte træk en antenne, der består af et lodret element – og flere radialer, som udgør et kunstigt elektrisk ledende jordplan. En sådan antenne har typisk en impedans på omkring 36 ohm ved fødepunktet ved resonans.